# Раймонд Рутледж
Раймонд (Рей) Рутледж (англ. Raymond 'Ray' Routledge; 9 жовтня 1931 — 12 листопада 2008, Сан-Бернардіно) — американський аматорський та професійний культурист. Здобув титул «Містер Америка»—1961. У тому ж році переміг в аматорських змаганнях «Містер Всесвіт».
Помер у віці 77 років у Сан-Бернардіно, штат Каліфорнія.